# UK Hardcore
UK Hardcore (zkr. UK-Core) vznikl na začátku devadesátých let na Britských ostrovech. Pochází přímo z ravu a je podobný Happy Hardcoru, který je vlastně jeho odnoží. UK Hardcore si vždycky zakládal na čistém, moderním zvuku. UK Hardcore producenti často využívali nejmodernější techniky. Častým prvkem v UK Hardcoru jsou MCs a také vokalistky. Na konci devadesátých let UK Hardcore přerostl přes hranice ostrovů a to konkrétně do Nizozemska a nizozemská scéna vytvářela svůj vlastní UK Hardcore, tentokrát však nazývaný jako Happy Hardcore. UK Hardcore se stal velmi komerční záležitostí, na začátku své tvorby ho vytvářeli např. i Scooter.

## Nejznámější interpreti
- Hixxy
- Darren Styles
- Mark Breeze
- Re-Con
- Squad-E
- DJ Sy
- DJ Chris Unknown
- CLSM
- Ham
- Brisk
- Nu Foundation
- Scott Brown
- Seduction
- MC Sharkey
- S3RL

## Nejznámější labely
- Evolution
- Infinity records
- Maximum Impact
- Next Generation
- Raver Baby
- Twista Records
- Quosh
- Futureworld
- Lethal Theory